# 弗朗西斯·特納·帕爾格雷夫

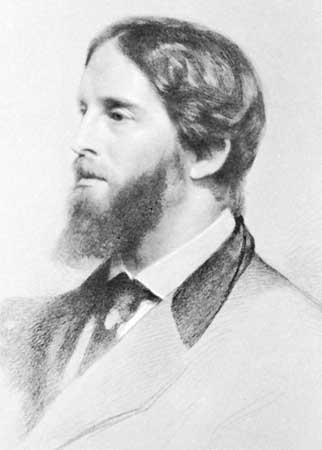
帕爾格雷夫，攝於1872年

弗朗西斯·特納·帕爾格雷夫（Francis Turner Palgrave，1824年9月28日—1897年10月24日）是英國詩人和評論家。生於諾福克郡大雅茅斯，就學於牛津大學。曾任牛津大學教育系職員，後於1886-1895任詩學教授。1875年，他以編輯《抒情詩精華》（Golden Tr easury of Lyrical Poetry）的編者聞名，該書在許多年內對讀者的詩歌鑑賞力有很大影響。於1897年卒於倫敦。

## 外部連結
- Francis Turner Palgrave的作品  - 古騰堡計劃
- Francis Turner Palgrave in Twickenham （页面存档备份，存于）